# چرمشانکا (جمهوری آلتای)
چرمشانکا (به لاتین: Cheremshanka) یک منطقهٔ مسکونی در روسیه است که در جمهوری آلتای واقع شده‌است.